# Stazione di Dunedin
La stazione di Dunedin (in inglese: Dunedin railway station) è la principale stazione ferroviaria di Dunedin in Nuova Zelanda.

## Storia
La stazione venne eretta nel 1906 secondo il progetto dell'architetto George Troup, nel periodo di massimo apogeo delle ferrovie. Negli anni della sua inaugurazione la stazione era la più trafficata della Nuova Zelanda, con oltre 100 treni in transito al giorno.